# Acció (empresa)
Acció és una empresa de producció audiovisual catalana dedicada a l'animació fundada per Miquel Pujol i Lozano el 1989. Va obtenir l'èxit amb l'obra 10 + 2 de la que se n'ha fet una sèrie de televisió, pel·lícules i curts que han obtingut diversos premis. El 26 de setembre de 2008 Acció va presentar el llargmetratge Cher ami (en anglès titulada Flying Heroes) al Festival de Sant Sebastià que es va estrenar comercialment a Espanya el 19 de juny de 2009.

## Produccions

### 10 + 2
10 + 2 és una sèrie de televisió de 52 episodis de 13 minuts de durada. L'acció passa en un país imaginari on hi ha una escola amb el seu professor Aristòtil i el seu ajudant Infinit. Tots dos estan al càrrec d'uns alumnes molt especials: les xifres del sistema decimal (del 0 al 9). Junt amb els episodis de la sèrie també es produïren un llargmetratge de 85 minuts; un especial de Nadal de 45 minuts, 10 + 2: La nit màgica; un especial de Pirates de 45 minuts, i 70 cortinetes de 30 segons adreçades als infants.

### Cher ami
Cher ami és un llargmetratge d'animació de 85 minuts de durada. L'acció passa en mig de la Gran Guerra, l'octubre de 1918, la vida del colom Cher ami i els seus ingenus i feliços amics es veu amenaçada bruscament per l'arribada d'aquesta als boscos d'Argonne. Conscients de la seva responsabilitat, els maldestres coloms es convertiran en audaços missatgers i amb el seu extraordinari valor i coratge, intentaran salvar la vida d'un batalló de soldats americans.
La producció és inspirada en fets reals: Cher ami fou colom missatger que serví en l'exèrcit dels Estats Units a la primera Guerra Mundial. Cher ami va ajudar a salvar l'anomenat Batalló Perdut de la Divisió de 77 en la batalla de l'Argonne l'octubre de 1918.

## Guardons
- 1999 - Finalistes de l'International Emmy Awards
- 2000 - Medalla de plata del Festival de Nova York (The Best Work in the World)[4]
- 2001 - Seleccionats per al XVIII Chicago International Children's Film Festival
- 2002 - Primer premi del Festival Internacional de Cine para la Infancia de Buenos Aires in 2002
- 2003 - Primer premi del Festival Internacional de Santiago de Chile
- 2004 - Platinuim award del WorldFest a Houston.
- 2010 - Premi Gaudí a la Millor pel·lícula d'animació catalana del 2009[5]